# 亨德森 (明尼蘇達州)
亨德森（英語：Henderson）是一個位於美國明尼蘇達州錫布利縣的城市。

## 歷史
亨德森於1852年成立，得名自建立者約瑟夫·R·布朗的母親的舊姓。

## 人口
根據2020年美國人口普查的數據，亨德森的面積為2.86平方千米，當中陸地面積為2.78平方千米，而水域面積為0.08平方千米。當地共有人口960人，而人口密度為每平方千米336人。